# Asonele Kotu
Asonele Kotu és una emprenedora sud-africana, relacions públiques i especialista en màrqueting. Dels més de deu anys de trajectòria professional, destaca com a fundadora de FemConnect. Aquesta és una plataforma que fomenta la salut reproductiva i l'educació sexual a través de la tecnologia. El 2022 fou nomenada una de les 100 dones més influents segons la BBC.

## Trajectòria
Asonele Kotu s'ha format a la Academy for Women Entrepreneurs i a la Mandela Washington Fellowship for Young African Leaders. El 2020 fou nomenada ambaixadora Youth Lead de Sud-àfrica, i assessora de la mateixa l'any següent, així com de Making Cents International initiative.

### Emprenedoria
Kotu inicià la seva start-up al adonar-se'n que es volia treure el seu implant anticonceptiu, però no li resultava gens fàcil l'accés als recursos adequats. Així, FemConnect té com a objectiu alleujar la pobresa menstrual, reduir la taxa d'embarassos adolescents i de malalties de transmissió sexual. Treballen especialment amb la franja de joves en risc d'exclusió social fomentant el seu empoderament a través d'un servei de telemedicina. L'accés als recursos com anticonceptius o productes d'higiene femenina es fa en línia, de la mateixa manera que es demanaria menjar a domicili, per fugir dels estigmes i possibles discriminacions que es poden donar en altres vies.